# Werner Ruzicka
Werner Ruzicka (* 26. Dezember 1943 in Cukmantl) ist ein ehemaliger deutscher Boxer.

## Leben
Der Hildesheimer Ruzicka gewann 1967, 1968 und 1970 die deutsche Amateurboxmeisterschaft im Federgewicht. 1971 verlor er bei der Deutschen Meisterschaft in Kiel überraschend gegen Uwe Seemann, der im weiteren Verlauf des Turniers deutscher Meister wurde.
Bei der Europameisterschaft 1967 in Rom bezwang er in der Vorrunde Franz Frauengruber aus Österreich, ehe er im Viertelfinale Seyfi Tatar (Türkei) unterlag. Ruzicka nahm 1968 an den Olympischen Sommerspielen teil. Er schied im Sechzehntelfinale aus. 1964 und 1969 wurde er Militärweltmeister. Ruzicka war 1971 Teilnehmer der Europameisterschaft in Madrid, er verlor im Achtelfinale gegen Walerian Sokolow aus der Sowjetunion.
Ruzicka war Berufssoldat, 1974 trat er in den Polizeidienst ein.